# Kodeks Eyckensis
Kodeks Eyckensis – pochodzący z VIII w. ewangeliarz składający się z dwóch rękopisów, które przypuszczalnie od XII w. do 1988 r. tworzyły konwolutę. Kodeks Eyckensis to najstarsza książka w Belgii. Od VIII w. jest przechowywana i konserwowana na terytorium obecnej gminy Maaseik. Księgę prawdopodobnie stworzono w skryptorium opactwa Echternach.

## Opis rękopisu A i rękopisu B
Kodeks Eyckensis składa się z dwóch ksiąg liturgicznych na 133 pergaminowych foliałach, z których każdy ma wymiary 244 mm na 183 mm.

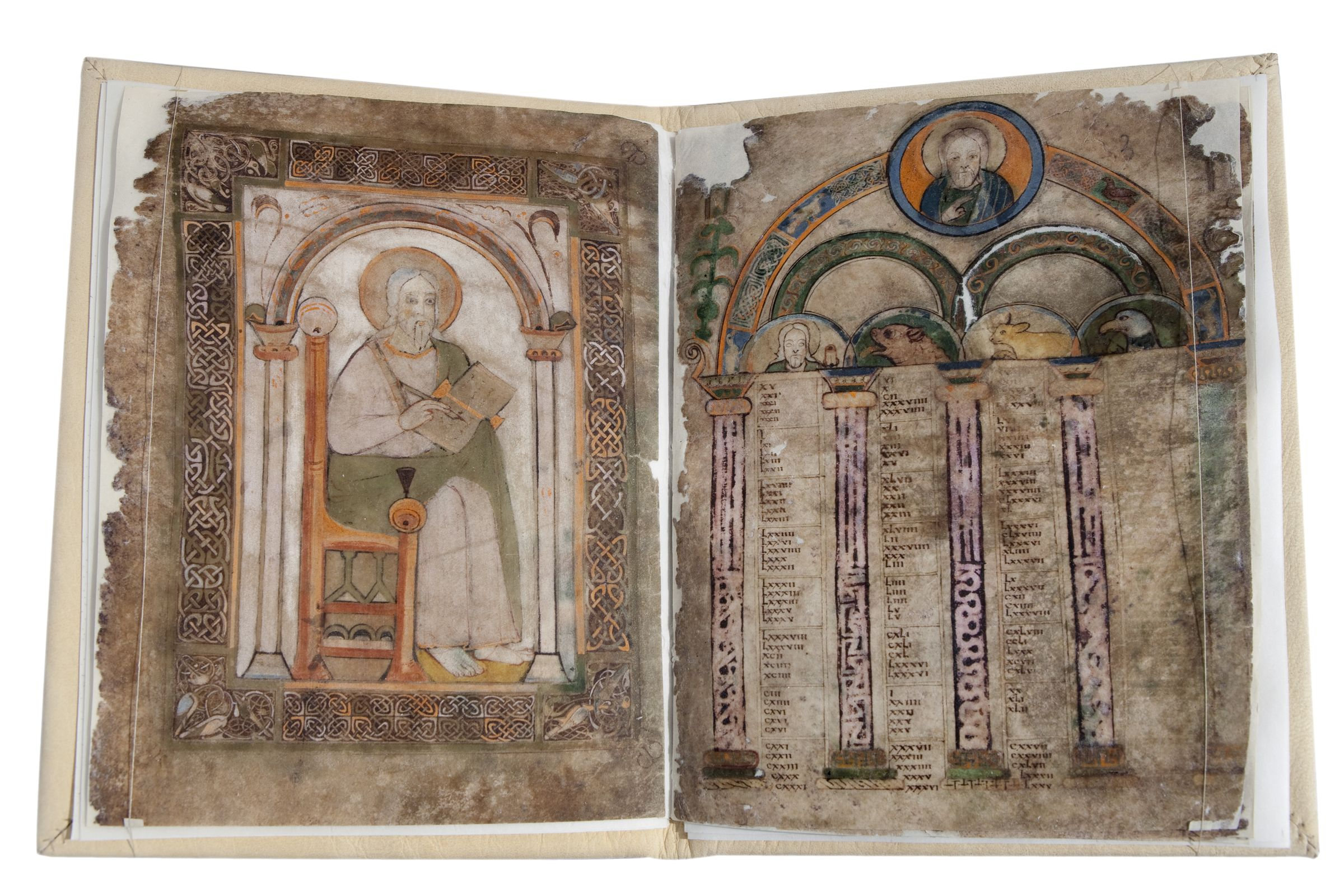
Całostronicowy portret ewangelisty i Tablica Kanonów z Kodeksu A

Pierwszy rękopis (Kodeks A) jest niekompletny. Składa się na niego pięć foliałów, strona otwierająca z portretem ewangelisty (prawdopodobnie św. Mateusza), a następnie niepełny zestaw ośmiu Tablic Kanonów. Portret ewangelisty sporządzony jest w konwencji włosko-bizantyjskiej, do którego jasne nawiązanie znajduje się w Ewangeliarzu Barberini przechowywanym obecnie w Bibliotece Watykańskiej (sygn. Barberini Lat. 570). Portret jest osadzony w anglosaskiej plecionce porównywalnej do elementów dekoracyjnych w Ewangeliarzu z Lindisfarne.
W Tablicach Kanonów znajduje się opis odpowiednich rozdziałów w czterech ewangeliach. W ten sposób Tablice Kanonów służą jako spis treści i indeks, który ułatwia dostęp do tekstów. Tablice Kanonów w rękopisie A są ozdobione kolumnami i arkadami oraz symbolami czterech ewangelistów i portretami świętych.
Drugi rękopis (Kodeks B) obejmuje komplet dwunastu Tablic Kanonów i teksty wszystkich czterech ewangelii. Tablice Kanonów są przyozdobione kolumnami i arkadami, przedstawieniami apostołów i symbolami ewangelistów. Teksty ewangelii zapisane są minuskułą insularną z typową dla niej zaokrągloną formą, charakterystyczną dla rękopisów tworzonych w VII i VIII w. w Brytanii i Irlandii, jednak była ona też używana na kontynencie europejskim. Pierwsza wielka litera rozpoczynająca każdy z paragrafów jest otoczona czerwonymi i żółtymi kropkami. Tekst został powielony przez jednego kopistę.
Tekst ewangelii jest wersją Wulgaty w większości według tłumaczenia św. Hieronima (Hieronima ze Strydonu, 347–420 n.e.) uzupełnioną o wiele dodatków i transpozycji. Porównywalne wersje tekstów ewangelii można znaleźć w Księdze z Kells (Dublin, Trinity College, sygnatura MS 58, Księdze z Armagh (Dublin, Trinity College, sygnatura MS 52) oraz Ewangeliarzu z Echternach (Paryż, Francuska Biblioteka Narodowa, sygnatura MS Lat. 9389).

## Historia (od powstania do XX w.)

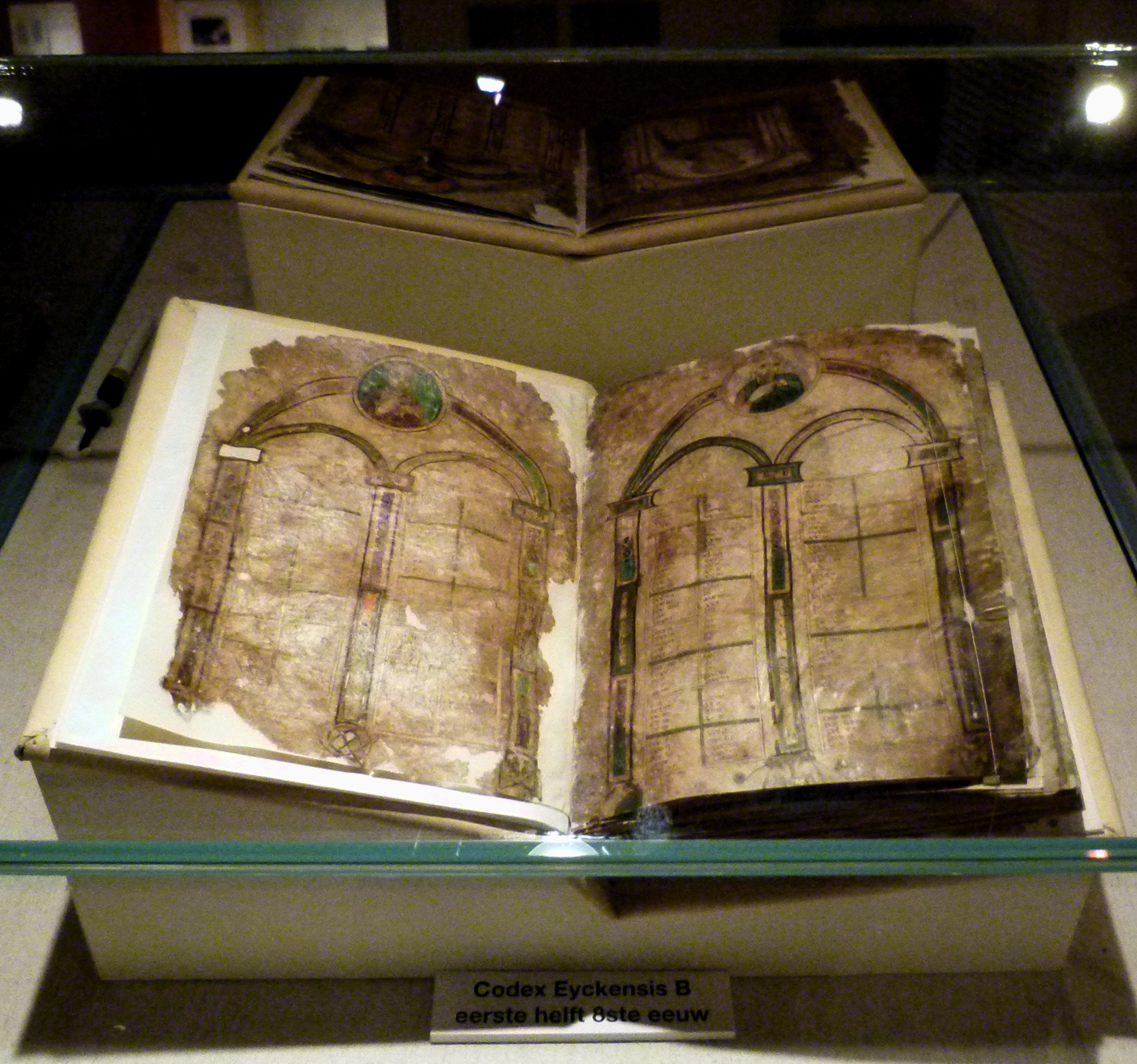
Kodeks Eykensis eksponowany w kościele św. Katerzyny w Maaseik

Kodeks pochodzi z VIII w. Pierwotnie był przechowywany w byłym opactwie benedyktyńskim w Aldeneik poświęconym w 728 r. n.e. Dostojnicy dynastii Merowingów, Adelard, Lord Denain, i jego żona, Grinuara, założyli to opactwo dla swoich córek: Harlindis i Relindis w „małym, bezużytecznym lesie” niedaleko rzeki Mozy. Klasztor nazwano Eyke („dąb”) od rosnących tam dębów. Później wraz z rozwojem i wzrostem znaczenia sąsiadującej wsi o nazwie Nieuw-Eyke („nowy dąb” — obecnie Maaseik) pierwotną nazwę wsi zmieniono na Aldeneik („stary dąb”). Św. Willibrord wyświęcił Harlindis na pierwszą opatkę jego społeczności religijnej. Po jej śmierci św. Bonifacy wyświęcił jej siostrę, Relindis, na jej zastępczynię.
W klasztorze Kodeks Eyckensis wykorzystywano do zgłębiania i głoszenia nauk Jezusa Chrystusa. Obie księgi liturgiczne, które obecnie składają się na Kodeks Eyckensis, zostały prawdopodobnie przeniesione z opactwa Echternach do Aldeneik przez św. Willibrorda.
Najprawdopodobniej w XII w. oba rękopisy złączono wspólną oprawą introligatorską.
W 1571 opactwo Aldeneik zostało opuszczone. Od połowy X w. siostry Benedyktynki zastąpiła kapituła kolegiacka składająca się z kanoników. W obliczu zwiększającego się zagrożenia wybuchu wojny religijnej kanonicy znaleźli schronienie w obwarowanym mieście Maaseik. Zabrali ze sobą skarby kościelne z Aldeneik, w tym Kodeks Eyckensis, które umieścili w kościele św. Katarzyny.

## Autorstwo

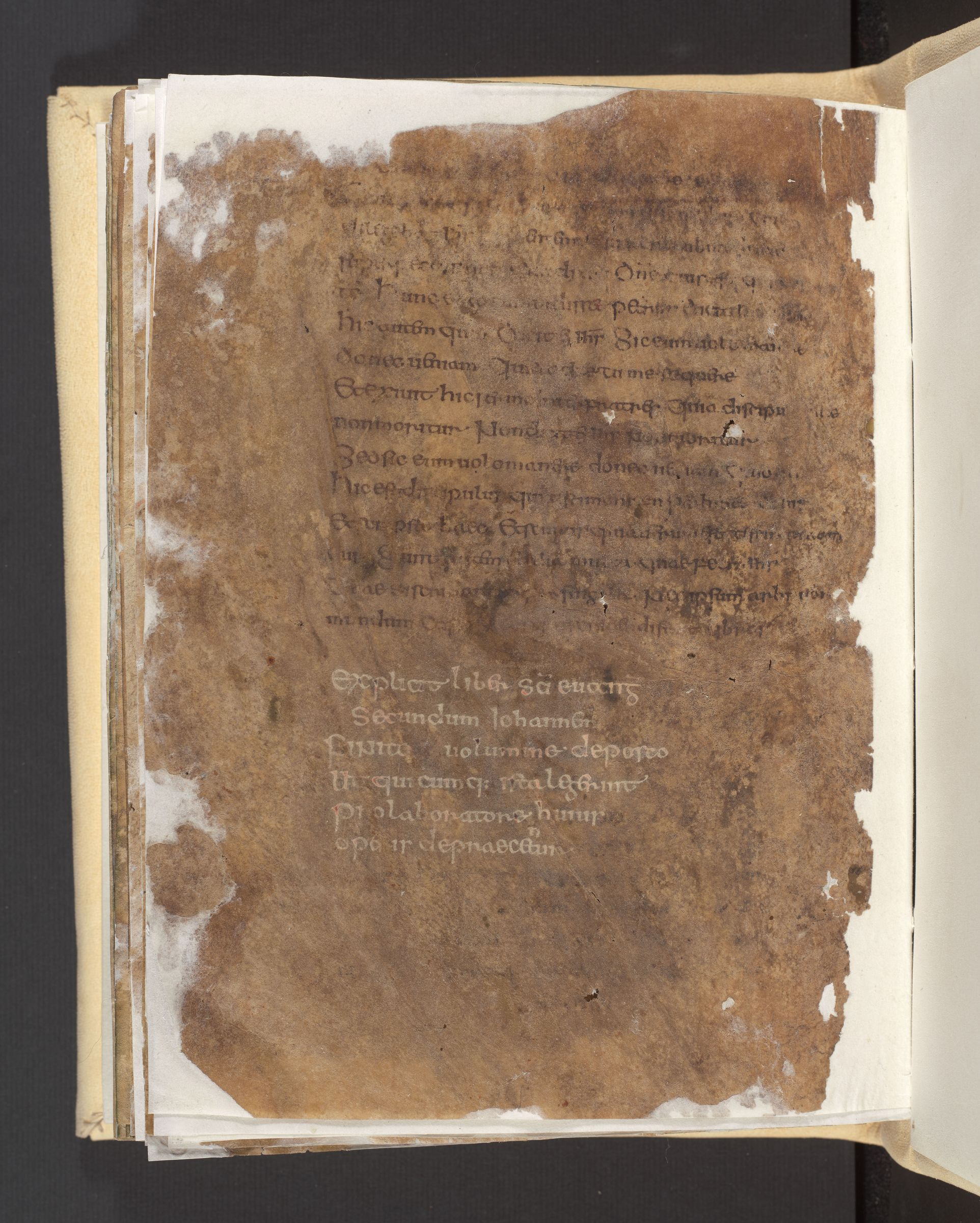
Tekst folio z Kodekksu B

Przez kilkaset lat panowało przekonanie, że Kodeks Eyckensis został napisany przez Harlindis i Relindis, pierwsze, a później kanonizowane, opatki opactwa Aldeneik. Ich żywot został zapisany w IX w. przez lokalnego księdza. W spisanym tekście jest wzmianka o tym, że Harlindis i Relindis były także autorkami księgi liturgicznej. W IX w. coraz większego znaczenia nabierał kult relikwii świętych sióstr. Polegał on na czczeniu Kodeksu Eyckensis, który wywoływał głębokie uwielbienie jako dzieło stworzone przez same: Harlindis i Relindis.
Jednakże wyraźnie zaprzeczają temu ostatnie linijki drugiego rękopisu: Finito volumine deposco ut quicumque ista legerint pro laboratore huius operis depraecentur (Kończąc ten tom, proszę wszystkich, którzy go czytają, o modlitwę za rzemieślnika, który stworzył ten rękopis). Męska forma rzeczownika laborator (rzemieślnik) jasno wskazuje płeć autora rękopisu.
Analiza porównawcza przeprowadzona w 1994 r. przez Alberta Deroleza (Uniwersytet w Gandawie) oraz Nancy Netzer (Boston College) wykazała, że rękopis A i rękopis B pochodzą z tego samego okresu i że wysoce prawdopodobne jest to, że oba zostały stworzone w skryptorium opactwa Echternach przez tego samego kopistę.

## Zabiegi konserwatorskie w 1957 r.
W 1957 r. Karl Sievers, konserwator zabytków z Düsseldorfu, podjął próbę konserwacji Kodeksu Eyckensis. Usunął i zniszczył pochodzącą z XVIII w. oprawę z czerwonego aksamitu, a następnie zalaminował wszystkie foliały rękopisu folią do zabezpieczenia rysunków. Taka folia wykonana jest z polichlorku winylu (PCW), a zewnętrzną elastyczność zawdzięcza dodatkowi ftalanu dwu-2-etyloheksylu. Z biegiem czasu folia ta wytworzyła kwas solny, który uszkodził pergamin, a samą folię zabarwił na żółty kolor. Ucierpiała na tym przejrzystość i barwa pergaminu. Polimery obecne w folii mogły też przejść na folię i sprawić, że stała się krucha. Po zalaminowaniu Sievers ponownie oprawił Kodeks. Żeby to zrobić, odciął krawędzie foliałów, co doprowadziło do utraty fragmentów iluminacji.

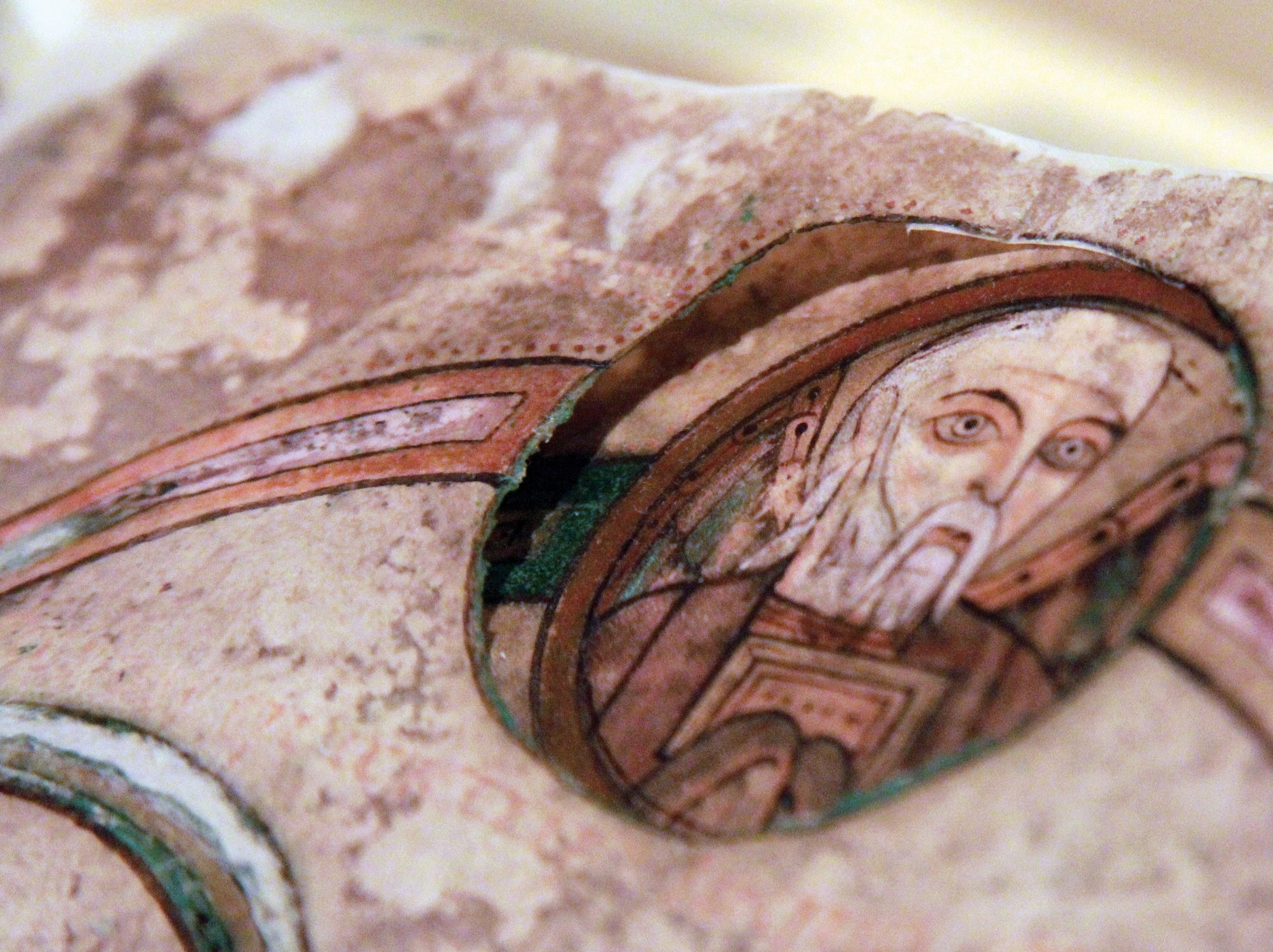
Detal z Kodeksu B

W ramach nowych zakrojonych na szeroką skalę zabiegów konserwatorskich między 1987 a 1993 r. foliowa laminacja została dokładnie usunięta przez zespół pracowników Królewskiego Instytutu Dziedzictwa Kultury Belgii pod kierownictwem chemika, dr. Jana Woutersa. W celu odnowienia foliałów po usunięciu z nich laminatu opracowano innowacyjną technikę wzmacniania pergaminu. Żeby dopełnić zabiegi konserwatorskie, dwa składowe rękopisy Kodeksu zostały oprawione oddzielnie.

## Dokumentacja i cyfryzacja
Najstarsza dokumentacja fotograficzna Kodeksu Eyckensis pochodzi z ok. 1916 r. (Bildarchiv Marburg). Z okazji konserwacji rękopis sfotografowano w Królewskim Instytucie Dziedzictwa Kultury Belgii (KIK–IRPA). Dokładną podobiznę rękopisu opublikowano w 1994 r.
W 2015 r. pracownicy Laboratorium Obrazowania oraz Illuminare — Centrum Studiów nad Sztuką Średniowiecza na Katolickim Uniwersytecie w Lowanium wykonali kopię cyfrową Kodeksu Eyckensis na miejscu w kościele św. Katarzyny. Projekt był prowadzony przez profesora Lieve Watteeuwa. Wysokiej rozdzielczości obrazy zostały udostępnione w Internecie we współpracy z LIBIS (Katolickim Uniwersytetem w Lowanium).
Kodeks Eyckensis został wpisany na listę dziedzictwa ruchomego i jest chroniony jako zabytek od 1986 r. W 2003 r. Kodeks Eyckensis został uznany za dzieło sztuki flamandzkiej.

## Bieżące badania
W latach 2016–2017 Kodeks Eyckensis zostanie ponownie zbadany przez zespół naukowców z Illuminare — Centrum Studiów nad Sztuką Średniowiecza na Katolickim Uniwersytecie w Lowanium (prof. Lieve Watteeuw) oraz Królewskiego Instytutu Dziedzictwa Kultury Belgii (dr Marina Van Bos).
Dalsze informacje:
–      www.codexeyckensis.be
–      Laboratorium badania ksiąg zabytkowych (Book Heritage Lab), Katolicki Uniwersytet w Lowanium
–      Królewski Instytut Dziedzictwa Kultury Belgii (KIK–IRPA)